# 奇克兰德
奇克兰德（Chikrand），是印度西孟加拉邦胡格利县的一个城镇。总人口8352（2001年）。

## 人口
该地2001年总人口8352人，其中男性4333人，女性4019人；0—6岁人口978人，其中男534人，女444人；识字率69.46%，其中男性为74.01%，女性为64.54%。